# Fairview (comté de Mecklenburg, Virginie)
 (mars 2025).
Pour les articles homonymes, voir Fairview.
Fairview est une census-designated place située dans le comté de Mecklenburg, dans l’État de Virginie, aux États-Unis. Lors du recensement de 2020, elle comptait 237 habitants.